# Стоян Кантуров
 Тази статия е за малешевския войвода на ВМОРО.  За воденския вижте Стоян Иванов.  
Стоян Иванов Кантуров с псевдоним Горки е български революционер и политик, войвода на Вътрешната македоно-одринска революционна организация.

## Биография
Кантуров е роден в 1884 година в малешевското градче Пехчево, тогава в Османската империя, днес в Северна Македония. Завършва българското педагогическо училище в Скопие, а после работи като учител в Неготино, Пехчево и горноджумайското село Падеш. През май 1906 година е арестуван от османските власти и осъден на 101 години заточение. След Младотурската революция в 1908 година е освободен.
След като родният му край попада в Сърбия след Междусъюзническата война в 1913 година, Кантуров продължава да оглавява чета в Малешево и да води сражения със сръбски части.
След края на Първата световна война участва във възстановяването на ВМРО и става войвода на чета. През юли 1924 година е делегат на Струмишкия окръжен конгрес. От 1925 година заедно с Борис Тиков е ръководител на Малешевска околия. След освобождението на Вардарска Македония през април 1941 година до 1944 г. е кмет на родния си град Пехчево.
След Деветосептемврийския преврат в 1944 година е арестуван в Горна Джумая и е предаден на комунистическите македонистки власти в Скопие, които го осъждат на смърт. Впоследствие е помилван, а присъдата му е заменена с доживотен затвор. Излежава я в затворите в Идризово и Сремска Митровица до 1953 година, когато е амнистиран.
Връща се в България и умира през 1959 година в Благоевград.